# Tianhe (módulo da EET)
Tianhe (chinês: 天和, pinyin: Tiānhé, lit. ‘Harmonia dos Céus’), codinome TH ou Tianhe Core Module (TCM) é o primeiro módulo lançado da Estação Espacial Tiangong. Foi lançado em órbita no dia 29 de abril de 2021 através de um foguete Longa Marcha 5B, e é o primeiro lançamento da fase final do programa Tiangong (Projeto 921), que é parte do programa espacial chinês.
O TCM segue os passos das estações espaciais Salyut, Skylab, Mir, Estação Espacial Internacional, Tiangong-1 e Tiangong-2. É o primeiro módulo da Estação Espacial Tiangong. Outros exemplos de projetos de estações modulares incluem a Mir soviética/russa, a OPSEK russa e a Estação Espacial Internacional. As operações serão controladas a partir do Centro de Comando e Controle Aeroespacial de Pequim, na República Popular da China.
Em 2018, uma maquete em escala real do TCM foi apresentada publicamente na China International Aviation & Aerospace Exhibition em Zhuhai. Em outubro de 2020, a China selecionou 18 novos astronautas antes da construção da estação espacial para participar do projeto da estação espacial do país.

## Funções e sistemas
O Módulo Básico fornece suporte de vida e acomodação para três membros da tripulação e fornece orientação, navegação e controle de orientação para a estação. O módulo também fornece os sistemas de energia, propulsão e suporte de vida da estação. O TCM consiste em três seções: a seção residencial habitável, a seção de serviço não-habitável e um centro de acoplamento.
A área de alojamento incluem cozinha e banheiro, equipamento de controle de incêndio, equipamento de processamento e controle de ar, computadores, aparato científico e equipamento de comunicação com a Terra. Semelhante ao braço robótico Lyappa da estação soviética/russa MIR, a estação chinesa também terá um braço robótico maior, para que possa mover módulos subsequentes para portas diferentes do módulo principal.
A energia elétrica é fornecida por duas matrizes the painéis solares orientáveis, que usam células fotovoltaicas para produzir eletricidade. A energia é armazenada para alimentar a estação na sua passagem na sombra da Terra. Os veículos espaciais da classe Tianzhou irão reabastecer o combustível para os motores de propulsão do TCM para manutenção da estação e conter os efeitos do arrasto atmosférico.

## Estrutura

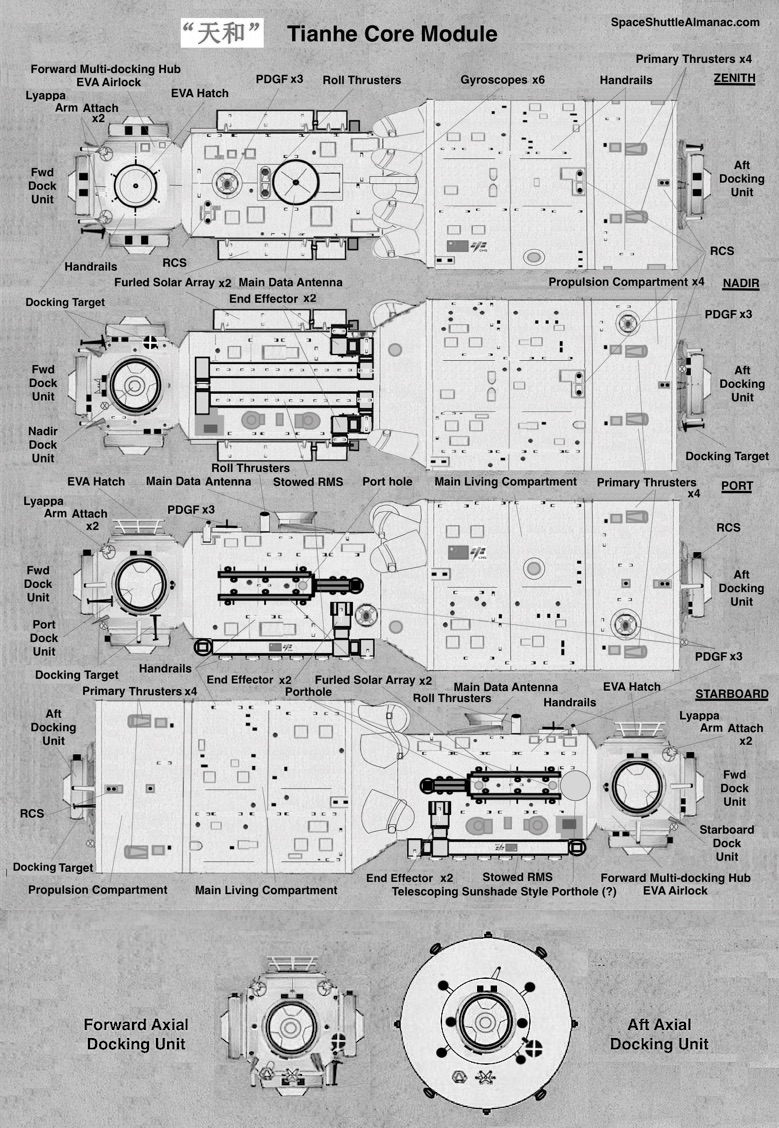
Visualizações do painel do módulo central da estação espacial chinesa Tianhe

Wang Wenbao, diretor da agência de voos espaciais tripulados (China Manned Space Engineering Office - CMSEO), disse que a China estabeleceu "uma boa relação de trabalho" com agências espaciais na Rússia, França, Alemanha e outros países. Com uma longa história de transferência de tecnologia com a Rússia, os ativos espaciais chineses são compatíveis com o hardware orbital russo. O estudo colaborativo MARS-500 entre China, Rússia e Europa se prepara para uma missão tripulada a Marte.
O hub de acoplamento avançado permite que o módulo central seja acoplado a  quatro outros veículos que visitam a estações espaciais, incluindo dois módulos experimentais, um veículo de carga Tianzhou e a espaçonave Shenzhou. As portas axial (voltada para frente) e nadir (voltada para a Terra) do módulo serão equipadas com equipamento de rendezvous. Um braço mecânico semelhante ao braço russo Lyappa, usado na estação espacial Mir, será instalado em cada um dos módulos de experimentos futuros. A porta axial no cubo de encaixe será a porta de encaixe principal. Quando novos módulos chegarem, eles primeiro serão acoplados nessa porta e, em seguida, o braço mecânico se conectará e moverá o módulo para uma porta radial. A tripulação e os veículos de abastecimento do Centro de Lançamento de Satélites de Jiuquan irão atracar em qualquer uma das portas axiais do módulo, bem como na porta voltada para a Terra. A porta zenital (voltada para o espaço) foi modificada para atuar como a incubação de atividade extraveicular (EVA) da estação, já que o centro de encaixe esférico também é a eclusa de ar de EVA.
As estações espaciais de primeira geração, como Salyut 1 e as estações Skylab da NASA, não foram projetadas para reabastecimento, enquanto a Salyut 6, Salyut 7 e Mir tinham mais de uma porta de ancoragem e foram projetadas para serem reabastecidas rotineiramente durante a operação tripulada. O TCM como uma estação modular pode permitir que a missão seja alterada ao longo do tempo, e novos módulos podem ser adicionados ou removidos da estrutura existente, permitindo maior flexibilidade. O módulo é projetado para reabastecimento de combustível e tem uma vida útil de pelo menos 10 anos.
O comprimento do módulo é de 16,6 metros (54 pé). O módulo tem formato cilíndrico com diâmetro máximo de 4,2 metros (14 pé) e uma massa em órbita de 22 600 quilogramas (50 000 lb).

## Lançamento

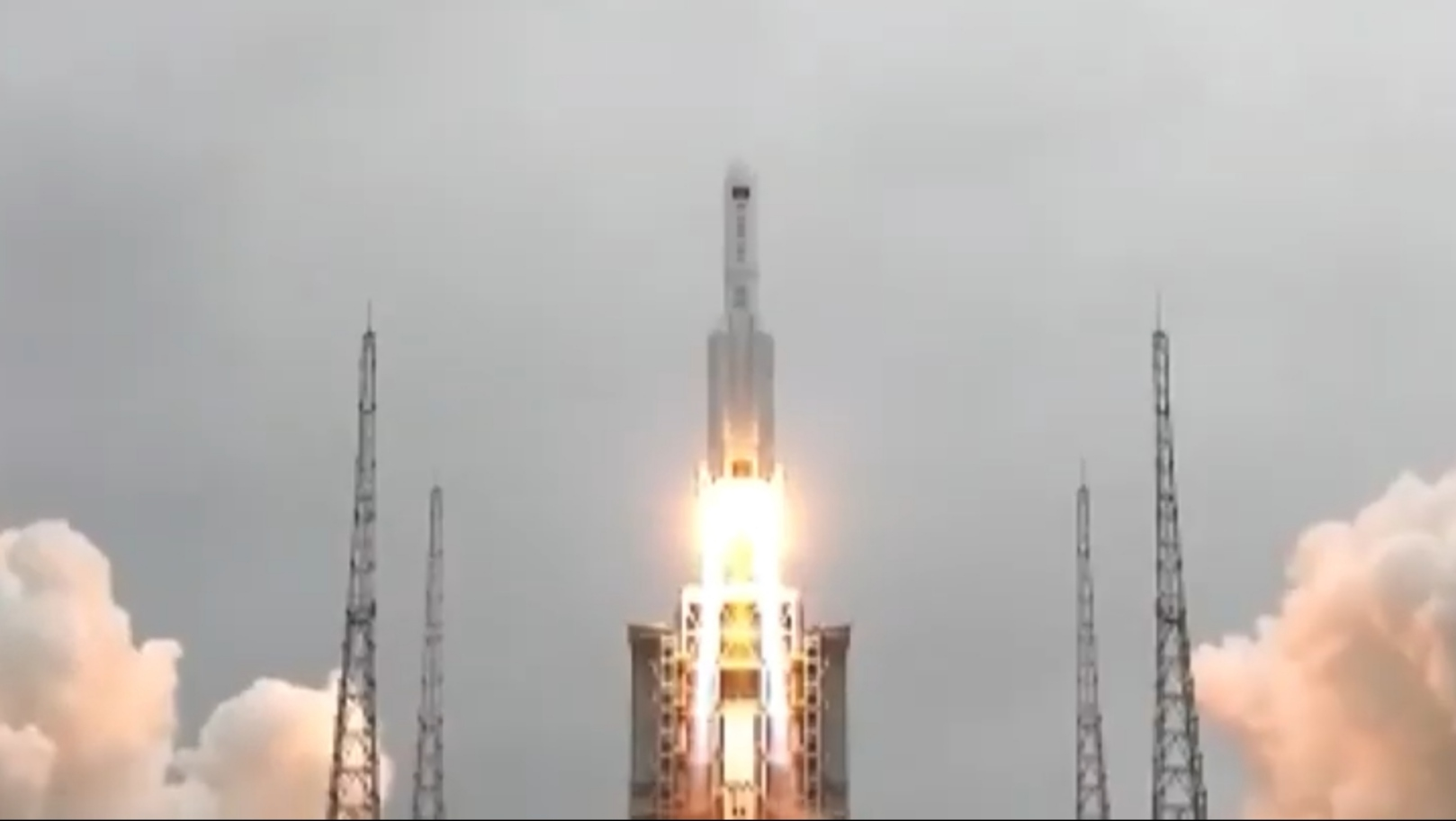
Lançamento do módulo Tianhe

Em 14 de janeiro de 2021, a CMSEO anunciou o início da fase de construção da estação espacial de três módulos da China. O módulo principal, Tianhe, foi aprovado em uma revisão de aceitação de vôo. Este módulo central fornece espaço de vida e suporte de vida para astronautas e abriga os elementos de energia e propulsão do posto avançado.
O módulo Tianhe foi lançado no dia 29 de abril de 2021, às 03:23:15 UTC no topo de um veículo de lançamento Longa Marcha 5B do centro de Lançamento Espacial de Wenchang. Depois que o módulo principal foi colocado em órbita, o primeiro estágio vazio do Longa Marcha 5B entrou em uma órbita com falhas e estava fora de controle. O foguete reentrou na atmosfera na manhã do dia 09 de maio de 2021 sobre o Oceano Índico e caiu no mar próximo às ilhas Maldivas. A maior parte da fuselagem do foguete queimou na atmosfera mas foi relatado que destroços do foguete atingiram o oceano. A reentrada descontrolada do primeiro estágio do Longa Marcha 5B teve uma grande atenção da mídia desde o lançamento até sua queima na atmosfera. Algumas preocupações foram levantadas sobre os possíveis danos que os destroços poderiam causar numa reentrada descontrolada: as observações mostravam que o foguete estava caindo e não havia como prever com certeza sobre uma eventual área de pouso, embora o resultado mais provável fosse um impacto marítimo. Foram feitos paralelos em relação a um lançamento anterior, em maio de 2020  que causou danos na Costa do Marfim. A queda do primeiro estágio do foguete foi acompanhada pelas forças armadas americanas e por agências espaciais, como a NASA, que criticou a agência espacial chinesa "por não cumprir padrões responsáveis de segurança em relação a detritos espaciais".
Os primeiros estágios vazios dos lançadores LM5B podem ser os objetos mais massivos a fazer reentradas descontroladas desde a estação espacial Salyut 7 da União Soviética em 1991 e o Skylab dos Estados Unidos em 1979, excluindo a reentrada controlada fracassada do ônibus espacial Columbia sobrevoou áreas povoadas dos Estados Unidos continental em 2003.[carece de fontes?]
A primeira espaçonave programada para visitar o Módulo Central de Tianhe é a espaçonave de reabastecimento de carga Tianzhou 2 em maio de 2021, seguida pela Shenzhou 12, que transporta uma tripulação de três pessoas para a estação em junho de 2021. Tianzhou 3 e Shenzhou 13 também estão programadas para visitar a estação em setembro e outubro de 2021, respectivamente.